# 294 Феліція
294 Феліція (294 Felicia) — астероїд головного поясу, відкритий 15 липня 1890 року Огюстом Шарлуа у Ніцці.
Тіссеранів параметр щодо Юпітера — 3,154.